# 鈴木英貴
鈴木英貴（すずきひでたか）はクライマー、カイトサーファー。

## 経歴
広島県で生まれ、神奈川県横須賀市で育つ。
大学を2年で中退し、1980年よりアメリカに渡る。当時世界でも最難のクラックルートと言われたカリフォルニア・ジョシュアツリーの“Stingray(5.13d)”フリー初登を筆頭に全米で数々のルートを初登・開拓。
渡米前は国内でアルパインクライミングをしており、未だ再登されていない甲斐駒ケ岳赤石沢左方ルンゼ　冬季単独初登などの記録を持つ。
1990年後半、ボルダリングムーブメントの先陣を切ってカリフォルニアのビショップに移住。1998年から2000年の3年間はビショップでボルダリングを半年、残りの半年はフランスのブリアンソンでルートクライミングをする生活を送った。
2001年夏に訪れたハワイのノースショアでカイトサーフィンに出会い、2002年4月オアフ島ノースショアへ移住。カイトサーフィンのインストラクターなどを行う。2014年より日本へ一時帰国中

## 主な登攀ルート

### フリークライミング
- 1986年 Golden Beaver(5.12c) アリゾナ マウントレモン【リードで初登】[1]
- 1988年 Stingray(5.13d) ジョシュア・ツリー【初登】[2]
- 1988年 Grand Illusion(5.13b/c) レイクタホ【レッドポイントでの初登】[3]
- Star Wars Crack(5.13a) レイクタホ【初登】[4]※Star Wall Crackという名前が正しいという説もある。
- Crimson Cringe(5.12b) ヨセミテ
- Hang Dog Flyer(5.12c) ヨセミテ
- Tales of Power(5.12b) ヨセミテ
- Cosmic Debris(5.13b) ヨセミテ
- 1984年 Sphinx Crack(5.13b) コロラドスプリングス [5]

### ビッグウォール（エイドクライミング）
フリークライミングのレジェンドのイメージが強いがヨセミテのエルキャピタンをクラシックルートやノーズのワンデイアッセント（1日での登頂）を含め25回登頂している。
- 1979年　ヨセミテ　ハーフドーム北西壁
- 1979年　ヨセミテ　エル・キャピタン　サラテ、ノーズ
- 1980年　ヨセミテ　ハーフドーム北西壁ダイレクト
- 1980年　ヨセミテ　エル・キャピタン　ウエストフェース、アクエリアンウォール

### アルパインクライミング
渡米前、国内でのアルパインクライミングを行っていた。
- 1977年3月　甲斐駒ケ岳赤石沢左方ルンゼ　冬季単独初登
- 赤沢岳南壁　冬季単独初登
- 奥鐘山左方ルンゼルート　開拓初登